# Melchior Klug

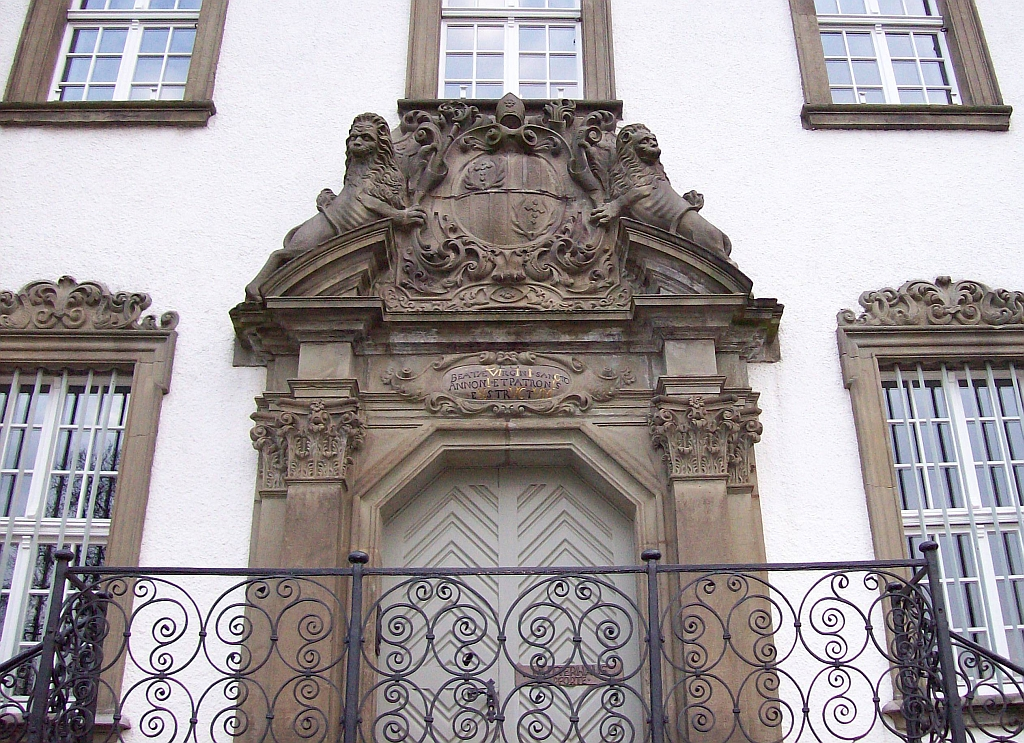
Westportal des Klosters Grafschaft von Melchior Klug

Melchior Klug (* in Lindloh; † nach 1722, nachgewiesen in Rüthen) war ein Steinhauer.

## Leben
Klug zählt zu den „Großen unter den Rüthener Steinhauern“, der durch verschiedene Arbeiten im Herzogtum Westfalen ausgewiesen ist (vgl. Werke). Er wurde um 1720 Bürger der Stadt Rüthen; sein Bürgergeld entrichtete er in drei Jahresraten (1720 bis 1722). Im Kämmereiregister der Stadt heißt es entsprechend: „Melchior Klug , bürtig aus Lindtloh, Herzogthumb Berghe, freyen standtz, ist zum Bürger auffgenohmen.“ Im selben Zeitraum werden auch die Steinhauer Heinrich Klug (gest. 4. Oktober 1735) und Petrus Klug, bei denen es sich um Brüder des Meisters handeln dürfte, als Neubürger Rüthens erwähnt. Melchior Klug bewohnte ein an der St. Johannes-Kirche gelegenes „Haus am Wulfshof“,  wegen „außerordentlichen Straßentumults“ wurde er seitens der Stadt, die ihn als Steinhauer des Öfteren engagierte, mit Strafen belegt.

## Werke
Besondere Bekanntheit erlangte Klug durch seine umfangreichen Arbeiten beim Bau des Klosters Grafschaft. Im Rahmen dieser Arbeit des Architekten Michael Spanner war Klug für die Ausführung sämtlicher Schmuckteile an den Gebäuden verpflichtet worden. Er übernahm die Anfertigung aller Portale und Figuren, der Fußgesimse, Ecken, Fenster- und Türeinfassungen und Schornsteine aus Rüthener Grünsandstein, die er zur vollen Zufriedenheit der Auftraggeber anfertigte: „Alles glath und sauber“ vermerken die Kirchenbücher. Über der Tür des reichgeschmückten Westportals halten zwei Löwen mit ihren Vorderpranken das Grafschafter Klosterwappen. Im Zierrat über dem Schild sind die Mitra und der Abtsstab sowie eine Märtyrerpalme als Zeichen des Klosterpatrons, des als Heiligen verehrten Alexanders, zu sehen. In der Baurechnung wurde vermerkt: „...ein großes Portal nach dem gegebenen Abriß mit Klosterßwappen sowie zwei Löwen, woll außgebuzet, soll gehalten werden, bey seinem eigenen essen und trincken für 70 Reichsthaler.“
Über dem Portal ist zudem die Figur  Annos, des Klostergründers, der als Heiliger verehrt wird, zu sehen, welche ebenfalls von Klug verfertigt wurde: Als Bischof trägt er die Mitra, in seiner Linken den Hirtenstab, in seiner Rechten das Modell einer Kirche.
Den Eingang der Abtswohnung schmückte Klug mit zwei allegorischen Figuren, die Herbst und Winter darstellen; der Eingang am Südflügel zeigt als Gegenstück die Figuren „Frühling“ und „Sommer“. Über diesem Eingang steht in einer Muschelnische die Steinfigur des Ordensstifters, Benedikt von Nursia, mit dem Finger am Munde Schweigen gebietend. Zu seinen beiden Seiten stehen Engelfiguren.
Als weitere Werke Klugs gelten der „Arme-Seelen-Opferstock“ auf dem Rüthener Friedhof und ein Bildstock in Eickelborn. Letzterer ist leider nicht erhalten. Es darf angenommen werden, dass weitere Exemplare der zahlreichen Heiligenhäuschen in Westfalen auf Melchior Klug zurückgehen.